# UNIMARC
UNIMARC (UNIversal MAchine Readable Cataloguing) è un formato standard per favorire la circolazione dei dati bibliografici, per condividerli, scambiarli o derivarli. Un formato comune che consenta a tutti i software di gestione di riconoscerli e di importarli. La rappresentazione dell'informazione bibliografica viene definita dall'IFLA, sviluppata a partire dagli anni '70 con l'obiettivo di creare un formato unico per lo scambio internazionale di registrazioni generate nei diversi formati MARC esistenti, incompatibili tra loro.
Il formato usato per i record è conforme a ISO 2709. È adottato in diversi paesi, soprattutto europei, fra cui l'Italia, la Francia e il Portogallo. In Italia è adottato dal Servizio bibliotecario nazionale.
Fino ad ora l'IFLA ha prodotto specifiche per la descrizione bibliografica (UNIMARC Bibliographic), per le registrazioni di autorità (UNIMARC Authorities), per la descrizione dei dati riguardanti il singolo libro/documento/oggetto (UNIMARC Holdings).

## Struttura di un record UNIMARC
UNIMARC si distingue dalle numerose specifiche analoghe per la coerenza e il rigore che lo caratterizzano. In particolare, le etichette che identificano il tipo di dati contenuti in un campo UNIMARC sono raggruppate logicamente in blocchi numerici fra loro coerenti. Ad esempio, le etichette sotto il 001 sono dedicate all'identificazione, il blocco 100 alle informazioni codificate, il blocco 200 ai dati descrittivi, il 700 alle responsabilità, e così via. I blocchi informativi sono i seguenti:
| Blocco | tipologia dei dati contenuti                                                           |
| ------ | -------------------------------------------------------------------------------------- |
| 000    | numeri di identificazione del record                                                   |
| 100    | informazioni codificate                                                                |
| 200    | descrizione secondo quanto previsto dallo standard ISBD                                |
| 300    | area delle note                                                                        |
| 400    | legami tra le varie registrazioni bibliografiche                                       |
| 500    | varie forme del titolo                                                                 |
| 600    | dati semantici (soggetti, classificazioni, termini di thesaurus)                       |
| 700    | responsabilità intellettuale (autore)                                                  |
| 800    | dati internazionali (p.e. informazioni sulla localizzazione della risorsa elettronica) |
| 900    | non definito, riservato per campi ad uso nazionale/locale                              |